# Come mi vorresti
Come mi vorresti è  un singolo di Renato Zero pubblicato nel 2004 da Tattica in formato CD, terzo estratto dell'album Cattura.

## Descrizione
Il brano è stato arrangiato da Geoff Westley.
Il singolo inoltre ha avuto anche un bonus videoclip, ma solo nell'edizione dell'album con copertina con sfondo bianco (la prima edizione è con copertina con sfondo nero).
È trasmesso in radio dal 2 aprile 2004.

## Video musicale
Il video inizia con l'immagine di una donna che sembra dover scegliere il suo compagno di vita. Tra gli uomini che si propongono, lei li rifiuta tutti. Dopo essere andata via, tutti gli uomini che lei ha rifiutato la seguono e le chiedono un bacio.
Intanto, in tutta la città appaiono manifesti con sopra stampata l'immagine di Renato Zero. Successivamente, la ragazza si reca da una maga che, attraverso le carte, le dice che l'uomo della sua vita è proprio il cantante. Nei giorni successivi, la giovane va alla ricerca del suo amore e lo incontra di sera in una piazza. La sorpresa è che il cantante già sapeva dell'incontro.

## Tracce
1. Come Mi Vorresti
2. Come Mi Vorresti (Videoclip)

## Classifiche italiane
| Settimana | Posizione |
| --------- | --------- |
| 01        | 10        |
| 02        | 14        |
| 03        | 16        |
| 04        | 17        |